# Estêvão Bocskai
Estêvão Bocskai de Kismarja (húngaro: Bocskai István, alemão: Stephan Bocskai, eslovaco: Štefan Bočkaj e em romeno: Ştefan Bocşa; Clausemburgo, 1 de janeiro de 1557 — Kassa, 29 de dezembro de 1606) foi um nobre calvinista húngaro, e príncipe da Transilvânia (1605-1606). Era um defensor ávido dos interesses húngaros e se tornou o líder de uma revolta contra o esforço dos imperadores da Casa de Habsburgo em impor o catolicismo romano no Reino da Hungria, quando este foi dividido entre o Império Otomano e o Império Habsburgo. Estabeleceu uma aliança com o Império Otomano e, apoiado pelos hajdus, obrigou o arquiduque Matias a reafirmar e garantir a liberdade religiosa para ambos Hungria Real e Transilvânia celebrado pelo Tratado de Viena (1606). Como patrono reconhecido da Reforma Protestante, sua estátua pode ser encontrada no Muro dos Reformadores em Genebra, Suíça. 
Em 1605, Estêvão Bocskai se aliou aos otomanos para evitar a anexação da Transilvânia como parte da Hungria Real. Isso ocasionou a chamada Guerra de Independência de Estêvão Bocskai (1604-1606).